# FPT Industrial
FPT Industrial SpA est une société née en janvier 2011 lors de la scission du groupe Fiat en deux entités distinctes: Fiat Automobiles et Fiat Industrial. Elle est issue de la scission de Fiat Powertrain Technologies, lui-même créé en mars 2005 dans le but de regrouper en une seule entité l'ensemble des centres de recherche et développement du groupe Fiat ainsi que les fabrications de moteurs avancés et des nouvelles technologies. FPT Industrial est désormais rattachée au groupe CNH Industrial.
C'est ainsi qu'ont été regroupées au sein de FPT Industrial les anciennes unités comme :
- Iveco Motors
- Iveco Powertrain,
- Fiat AIFO - Applications Industrielles Fiat OM
- CRF - Centro Ricerche Fiat
- Elasis
- 2H Energy, société française spécialisée dans les groupes électrogènes.

Ce potentiel représente : 
- 545.000 moteurs industriels produits par an, dans une gamme allant de 52 à 1 800 chevaux de puissance. Gammes : F - NEF - Cursor - Vector,
- 62.000 boîtes de vitesses,
- 157.000 essieux.

FPT Industrial réalise :
- 62 % de son activité dans le secteur "On Road", véhicules industriels, poids lourds, autobus, avec des puissances allant de 97 Ch (71 kW) à 680 Ch (485 kW), moteurs diesel, CNG gaz naturel ou méthane et hybrides,
- 33 % dans le secteur "Off Road", tracteurs agricoles et engins de travaux publics avec des puissances allant de 46 Ch (33 kW) à 780 Ch (570 kW), moteurs diesel, GPL, CNG, méthane et hydrogène,
- 4 % dans l'énergie, groupes électrogènes avec des puissances allant de 30 kVA à 880 kVA,
- 1 % dans le secteur maritime avec des puissances allant de 20 Ch (15 kW) à 825 Ch (607 kW).

FPT Industrial est des premiers acteurs mondiaux dans ces domaines.

## Les utilisateurs de moteurs FPT Industrial
L'activité de FPT Industrial n'est pas uniquement liée au groupe Fiat et à ses filiales Iveco, Iveco Bus ou CNH Global avec les marques Case New Holland et Steyr, mais également comme prestataire de services pour les autres constructeurs à hauteur de plus de 24 % de son activité, comme :
- Mercedes-Benz pour sa filiale Fuso,
- Mitsubishi,
- Claas,
- Tata,
- Generac Power Systems Inc.,
- Hyundai,
- Himoinda Energy,
- Modasa,
- Komatsu,
- VDL Autobus,
- Yutong,
- Karsan,
- SAIC Motor Corporation Ltd,
- Chongqing Heavy Vehicle Co,
- Caterpillar,
- Jianglu,
- Tigercat,
- Carraro,
- Cascade Engine Center LLC,
- etc.

En juin 2007, Fiat Powertrain Technologies a signé un accord avec Daimler Trucks pour lui fournir 80 000 exemplaires par an du moteur Multijet Fiat de 3,0 l et 177 ch pour équiper des Mitsubishi Fuso Canter, afin de respecter les normes Euro 4 et 5. Ce moteur est disponible dans les Iveco Daily et les versions hautes du Fiat Ducato.
En juin 2009, c'est avec Perkins que Fiat Powertrain Technologies a signé un accord de coopération technique pour fournir au constructeur britannique, filiale de l'américain Caterpillar, un moteur diesel de nouvelle génération, de 3,4 litres de cylindrée, conforme Euro5, dès 2011.

## Implantations
Fiat Powertrain Technologies est implanté dans 8 pays dans le monde, dispose de 10 usines de production et 6 centres de R&D.

### Italie
- Foggia : l'usine de Foggia produit des moteurs de petite cylindrée de la série "F1". D'une capacité de 325 000 unités par an, l'usine couvre une superficie de 540 000 m2, dont 128 000 couverts. L'origine de cette usine remonte à la société Sofim et son fameux moteur diesel rapide Sofim 8140. La société sera intégrée dans le grouper Iveco en 1981. Cette usine a fêté les 6 millions de moteurs fabriqués entre 1977 et décembre 2013.
- Pregnana Milanese : l'usine de Pregnana Milanese produit des unités spécifiques de moteurs basés sur les séries "F1", "NEF", "CURSOR" et "S4000" pour les applications marines et power generation. D'une capacité de 40 000 unités par an, l'usine occupe une superficie de 72 000 m2, dont 37 000  couverts.
- Turin : l'usine de Turin produit des boîtes de vitesses, des essieux avant et arrière et la gamme de moteurs des séries "F5", "NEF" et "Vector". D'une capacité annuelle de 120 000 boîtes de vitesses, 300 000 essieux, 200 000 moteurs NEF, 30 000 moteurs F5 et 1 900 moteurs Vector, l'usine couvre une superficie de 537 000 m2, dont 377 000 couverts. Siège social de la société, cette usine est aussi le principal centre de R&D (recherche et développement) de moteurs et transmissions pour véhicules industriels et commerciaux.

### Suisse
- Arbon : Le centre d'Arbon est une antenne de R&D (recherche et développement) spécialisée dans les technologies d'avant garde.

### France
- Bourbon Lancy : l'usine de Bourbon Lancy assure la fabrication des moteurs de la série "Cursor". D'une capacité de 74.000 unités par an, l'usine couvre une superficie de 211 000 m2  dont 104 000 couverts.
- Fecamp : l'usine de Fécamp est le siège social de la société 2H Energy où sont assemblés des groupes électrogènes, une gamme moyenne sur catalogue ou des unités spéciales, ainsi que leur homologation. Elle occupe une superficie de 77 000 m2, dont 17 000 couverts.
- Garchizy : l'usine de Garchizy, également connue sous le nom Euromoteurs, est spécialisée dans la régénération de moteurs "Cursor" et boîtes de vitesses. Avec une capacité de 18 000 unités chaque année, elle dispose d'un terrain de 46 000 m2, dont 25 000 couverts.

### Argentine
- Cordoba : l'usine de Cordoba produit des moteurs des séries "Cursor" et "Tector". Sa production est essentiellement destinée aux usines Iveco Argentina pour la production de camions et autobus, Case IH, New Holland et CNH Global pour la production de tracteurs et matériels agricoles et les engins de travaux publics, depuis 2013.

### Brésil
- Sete Lagoas : l'usine de Sete Lagoas produit des moteurs des séries "Cursor", "F1", "NEF" et "S8000". Elle a une capacité de 132.000 unités par an. Elle jouxte l'usine Iveco.

### Chine
- Chongqing : l'usine de Chongqing de la filiale SPH produit des moteurs des séries "Cursor", "F5" et "NEF". Elle a une capacité de 200.000 unités par an et dispose d'une surface de 70 000 m2 couverts. Elle abrite également un centre de développement pour l'adaptation des différents modèles de moteurs aux demandes locales.

### Espagne
- Barcelone : Le centre de R&D de Barcelone est spécialisé dans les moteurs industriels fonctionnat avec des carburants de remplacement.

### États-Unis
- Burr Ridge : Le centre de R&D de Burr Ridge est spécialisé dans les moteurs pour le machinisme agricole et les engins de construction.

## La longue histoire des départements moteurs industriels du groupe Fiat
Cette activité débute en 1903 avec le lancement des premiers véhicules industriels et commerciaux Fiat et se poursuit...
- 1903 - 1er moteur essence pour des véhicules industriels et commerciaux,
- 1908 - 1er moteur diesel pour des applications industrielles,
- 1918 - 1er moteur essence pour un tracteur agricole,
- 1931 - 1er moteur diesel pour un camion,
- 1934 - Dépôt du brevet Fiat pour l'injection directe sur les moteurs diesel,
- 1938 - 1er constructeur à fabriquer un moteur diesel turbocompressé,
- 1965 - création de la société AIFO SpA - Applications Industrielles Fiat-OM, 1er regroupement des activités industrielles dérivées des mécaniques Fiat et OM,
- 1974 - 13 septembre : création de Sofim en association avec Alfa Romeo et Saviem, pour la conception et la production de nouveaux moteurs diesel rapides de 2,5 litres de cylindrée[2],
- 1985 - 1er moteur diesel de petite cylindrée à injection directe turbocompressé pour des utilisations industrielles permanentes,
- 1er moteur commercialisé avec un système de recirculation des gaz d'échappement EGR,
- 1990 - intégration du centre de recherche Saurer Motorenforschung d'Arbon, en Suisse,
- 1992 - 1er constructeur à produire en série des moteurs diesel avec contrôleurs électroniques EDC (Electronic Diesel Control), système généralisé et repris depuis par tous les concurrents,
- 1993 - Brevet de la chambre double cuvette de combustion rentrante,
- 1998 - 1er constructeur à utiliser sur ses moteurs diesel de toutes cylindrées des turbocompresseurs à géométrie variable. Système VGT (Variable Geometry Turbocharger) notamment sur les moteurs de poids lourds et extra lourds,
- 1998 - Brevet du système Common Rail pour les moteurs à injection directe,
- 1998 - 1er moteur industriel avec injection directe common rail commercialisé, lancement de la gamme de moteurs Cursor et Vector,
- 2000 - lancement de la série de moteurs de moyenne cylindrée NEF-Tector avec système injection directe Common Rail,
- 2002 - 1er constructeur à faire fonctionner des moteurs industriels avec d'autres énergies telles que le CNG-Compressed Natural gas, gaz naturel et le méthane, 1re application sur les véhicules commerciaux,
- 2004 - création du département Iveco Motors,
- 2005 - naissance de FPT-Fiat Powertrain Technologies, pôle regroupant l'ensemble des centres de recherche et développement du groupe Fiat ainsi que les usines de fabrication de moteurs avancés et développement de nouvelles technologies, Iveco Motors, AIFO et Fiat Powertrain,
- 2005 - Brevet système SCR-Only, système de traitement de la combustion sans obligation de recycler les gaz d'échappement pour respecter les normes Euro IV & V,
- 2006 - création d'une filiale en Chine : SFH Powertrain Technologies,
- 2011 - scission au sein du groupe Fiat entre les secteurs automobile et industriel, création de Fiat Automobiles et Fiat Industrial, création de FPT Industrial,
- 2012 - Brevet du système Hi-eSCR pour la réduction des rejets d'échappement afin de satisfaire aux normes Euro VI, Stage IV et Tier 4B,
- 2012 - 23 juillet : FPT fête le million de moteurs NEF fabriqué à Turin en 12 ans,
- 2012 - Le moteur Cursor 13 avec injection Common Rail et turbocompression à deux stades est développé spécialement pour les tracteurs à traction intégrale haute performance
- 2013 - La nouvelle génération de moteurs Common Rail Cursor 11 & 13 Euro VI est lancée 1 an avant sa mise en application
- 2013 - Installation du moteur le plus haut d'Europe - Moteur FPT F32 SM1A de 3,2 litres sur le Mont Elbrouz, dans le Caucase en Russie pour alimenter l'Hôtel LEAPrus 3912, composé de 4 tubes en fibre de verre de 49 chambres, créé par LEAPfactory, une équipe d’architectes italiens spécialiste des milieux extrêmes. Le générateur F32 réchauffe le bâtiment, utilise la neige pour faire de l’eau chaude et froide, alimente l’éclairage et le système d’élimination des déchets. A 4.000 m d'altitude, le moteur travaille dans des conditions éprouvantes avec une température moyenne de -20 °C.
- 2014 - Le nouveau Cursor 16 - 6 cylindres en ligne, 15,9 litres de cylindrée 775 Ch DIN (570 kW) avec un couple de 3 320 N m, développé pour les applications Off Road est monté pour la première fois sur des moissonneuses-batteuses,

## La gamme de moteurs

### La gamme AutomotiveFiat Powertrain Technologies
- gamme F1
  - S23 - 4 cylindres de 2,3 litres - puissances de 97 à 136 ch DIN
  - S30 - 4 cylindres de 3,0 litres - puissances de 146 à 177 ch DIN

### La gamme Industrielle
L'offre de motorisations à usage industriel se compose des modèles :
- F32 - 4 cylindres de 3,2 litres - puissances de 75 à 88 ch DIN (agriculture)
- NEF 40 - 4 cylindres de 3,9 litres - puissances de 145 à 250 ch DIN
- NEF 45 - 4 cylindres de 4,5 litres - puissances de 81 à 223 ch DIN
- NEF 60 - 6 cylindres de 5,9 litres - puissances de 230 à 481 ch DIN
- NEF 67 - 6 cylindres de 6,7 litres - puissances de 110 à 560 ch DIN
- CURSOR 8 - 6 cylindres de 7,8 litres - puissances de 300 à 360 ch DIN
- CURSOR 9 - 6 cylindres de 8,7 litres - puissances de 272 à 650 ch DIN
- CURSOR 10 - 6 cylindres de 10,3 litres - puissances de 360 à 428 ch DIN
- CURSOR 11 - 6 cylindres de ~11 litres
- CURSOR 13 - 6 cylindres de 12,9 litres - puissances de 442 à 825 ch DIN
- CURSOR 16 - 6 cylindres de ~16 litres - puissances allant jusqu'à 1000 ch DIN
- VECTOR 15 - 6 cylindres en V de 15,060 litres - puissance de (540 kW à 2100 tr/min) 735 ch DIN et un couple de 2800 Nm à 1200 tr/min
- VECTOR 20 - 8 cylindres en V de 20,080 litres - puissance de (720 kW à 2100 tr/min) 980 ch DIN et un couple de 3700 Nm à 1200 tr/min
- VECTOR 30 - 12 cylindres en V de 30,120 litres - puissance  de (1080 kW à 2100 tr/min)  1470 ch DIN et un couple de 5600 Nm à 1200 tr/min
- VECTOR 40 - 16 cylindres en V de 40,160 litres - puissance de (1440 kW à 2100 tr/mon) 1960 ch DIN et un couple de 7400 Nm à 1200 tr/min.

| Dénomination       | Dénomination | Utilisation | Utilisation  | Utilisation | Utilisation          | Utilisation | Utilisation           | Usines        | Usines    | Usines | Usines            | Usines      | Usines |
| Famille de moteurs | Sigle        | Route       | Construction | Agriculture | Bateaux de plaisance | Marine      | Générateurs d'énergie | Bourbon Lancy | Chongqing | Foggia | Pregnana Milanese | Sete Lagoas | Turin  |
| ------------------ | ------------ | ----------- | ------------ | ----------- | -------------------- | ----------- | --------------------- | ------------- | --------- | ------ | ----------------- | ----------- | ------ |
| Cursor             | C            | Oui         | Oui          | Oui         | Oui                  | Oui         | Oui                   | Oui           | Oui       |        | Oui               | Oui         |        |
| F1                 | S            | Oui         |              |             | Oui                  |             |                       |               | Oui       | Oui    | Oui               | Oui         |        |
| F5                 | F            |             |              | Oui         |                      |             | Oui                   |               |           |        |                   |             | Oui    |
| NEF                | N            | Oui         | Oui          | Oui         | Oui                  | Oui         | Oui                   |               | Oui       |        | Oui               | Oui         | Oui    |
| 4000               |              |             |              |             | Oui                  |             |                       |               |           |        | Oui               |             |        |
| 8000               |              |             |              | Oui         |                      |             |                       |               |           |        |                   | Oui         |        |
| Vector             | V            |             | Oui          | Oui         |                      |             | Oui                   |               |           |        |                   |             | Oui    |

## Curiosité
Après avoir présenté en 2008 le premier moteur de tracteur agricole fonctionnant à l'hydrogène et, lors de l'Exposition universelle de 2015 à Milan, le premier tracteur agricole au monde fonctionnant au méthane, le 30 août 2016, dans le cadre du "Farm Progress Show" de Boone (Iowa - USA) Innovation Group, avec la filiale agricole du groupe Fiat S.p.A. CNH Industrial, en première mondiale le premier tracteur agricole autonome.
Cette avancée technologique n'est pas seulement un tracteur de nouvelle génération mais une adaptation technologique adaptée aux machines existantes. Elle offre aux agriculteurs la possibilité d'améliorer leur parc actuel avec une technologie de pointe qui leur permet de rentabiliser au maximum leur parc matériel avec une utilisation maximale des engins, de jour comme de nuit. Les premiers équipements neufs sont disponibles sous les marques Case et New Holland Agriculture.
En juin 2018, la première chaîne complète biogaz implantée sur un même site avec un processus complet d'économie circulaire a été inaugurée à Cestas, près de Bordeaux. FPT Industrial est à la tête de ce projet qui implique une multitude d’acteurs, allant du site de Pot-au-Pin, producteur de carottes et de poireaux, jusqu’à une station-service des environs.
Chaque jour, le site génère plus de 30 tonnes de biomasse végétale alimentant un digesteur qui dégrade la matière organique et la transforme en digestat utilisé comme engrais et en biogaz, qui doit être purifié avant d’être injecté dans le réseau de gaz naturel.
FPT Industrial a fourni plusieurs véhicules pour le projet :
- un tracteur concept méthane New-Holland
- un poids-lourd IVECO Stralis NP
- des autobus Iveco Bus alimentés au gaz naturel pour transporter les visiteurs d’un site à l’autre.